# Can Figueres (Riells del Fai)
Can Figueres és una masia del poble de Riells del Fai, en el terme municipal de Bigues i Riells, al Vallès Oriental.
Està situada al nord-est de Riells del Fai, a Vallderrós. És a l'esquerra del torrent de Llòbrega, en el vessant nord-oest de la Serra de Can Tabola. També és al nord-est de Ca l'Andreu i al sud-oest de Can Tabola.
És una construcció contemporània, del segle xx.
Està inclosa a l'«Inventari de patrimoni cultural» i en el Catàleg de masies i cases rurals de Bigues i Riells.